# Ботсвана на Чемпіонаті світу з легкої атлетики 2017
Ботсвана на Чемпіонаті світу з легкої атлетики 2017, що проходив з 4 по 13 серпня 2017 року в Лондоні (Велика Британія) була представлена 12 спортсменами.

## Результати

### Чоловіки
Трекові і шосейні дисципліни
| Спортсмен                                                                                    | Дисципліна         | Забіги    | Забіги | Півфінал        | Півфінал        | Фінал           | Фінал           |
| Спортсмен                                                                                    | Дисципліна         | Результат | Місце  | Результат       | Місце           | Результат       | Місце           |
| -------------------------------------------------------------------------------------------- | ------------------ | --------- | ------ | --------------- | --------------- | --------------- | --------------- |
| Ісаак Маквала                                                                                | 200 м              | DNS       | —      | Завершив виступ | Завершив виступ | Завершив виступ | Завершив виступ |
| Ісаак Маквала                                                                                | 400 м              | 44.55     | 1 Q    | 44.30           | 4 Q             |                 |                 |
| Карабо Сібанда                                                                               | 400 м              | 47.44     | 46     | Завершив виступ | Завершив виступ | Завершив виступ | Завершив виступ |
| Баболокі Тебе                                                                                | 400 м              | 44.82     | 3 Q    | 44.33           | 5 Q             |                 |                 |
| Найджел Амос                                                                                 | 800 м              | 1:47.10   | 27 Q   | 1:46.29         | 13 Q            |                 |                 |
| Найджел Амос Ісаак Маквала Леанамк Маотоанонь Онкабетсе Нкоболо Карабо Сібанда Баболокі Тебе | Естафета 4 x 400 м |           |        | Н/Д             |                 |                 |                 |

### Жінки
Трекові і шосейні дисципліни
| Спортсмен                                                                                              | Дисципліна         | Забіги    | Забіги | Півфінал         | Півфінал         | Фінал            | Фінал            |
| Спортсмен                                                                                              | Дисципліна         | Результат | Місце  | Результат        | Місце            | Результат        | Місце            |
| --- | ------------------ | --------- | ------ | ---------------- | ---------------- | ---------------- | ---------------- |
| Крістін Ботлогетсве                                                                                    | 400 м              | 53.50     | 43     | Завершила виступ | Завершила виступ | Завершила виступ | Завершила виступ |
| Лідія Джеле                                                                                            | 400 м              | 51.41     | 11 q   | 51.57            | 13               | Завершила виступ | Завершила виступ |
| Амантле Віктор-Нкапе                                                                                   | 400 м              | 51.37     | 9 Q    | 51.28 SB         | 11               |                  |                  |
| Оарабіле Баболай Крістін Ботлогетсве Лідія Джеле Галефеле Мороко Гоітсеоне Селека Амантле Віктор-Нкапе | Естафета 4 x 400 м |           |        | Н/Д              |                  |                  |                  |